# ご注文はうさぎですか? (アニメ)
『ご注文はうさぎですか？』（ごちゅうもんはうさぎですか？、英語: Is the order a rabbit?）は、Koiによる4コマ漫画作品『ご注文はうさぎですか？』を原作としたテレビアニメおよびOVA（一作目はODSアニメとして公開）。

## 略歴
2013年11月、まんがタイムきららMAX2014年1月号にてテレビアニメ化が発表された。同誌連載作品でのテレビアニメ化は、『かなめも』『きんいろモザイク』に続いて3作目。キャッチコピーは「すべてが、かわいい。」「かわいさだけを、ブレンドしました。」。テレビアニメ第1期は2014年4月から6月まで放送された。ココアがすでにラビットハウスで働いているくだりから始まる連載版と違い、ココアが下宿先を探す場面（ゲスト掲載分）から物語が始まる。街並みは東フランス一帯のコルマール、モンマルトル、ストラスブール、リクヴィル等がモデルとなっている。
2015年1月、メガミマガジン2015年3月号にてテレビアニメ第2期の制作が発表された後、アニメ公式サイトほか各種メディアでも順次発表された。
2015年6月28日には、テレビアニメ第2期のタイトルが『ご注文はうさぎですか??』（Is the order a rabbit??）であることが発表された。同年10月から12月まで放送された。サンテレビおよびKBS京都では第1期は深夜枠で放送されていたが、第2期はTOKYO MXと同じプライムタイム枠での同時間帯放送が実施されている。第2期のキャッチコピーは「かわいいブレンド、おかわりいかがですか?」「すべてがかわいい、これからも。」。
2018年9月16日に行われた「ご注文はうさぎですか??〜Dear My Sister〜」スペシャルイベント「DMS Tea Party」において、2019年に新作OVAの発売、2020年にテレビアニメ第3期の制作が発表された。
2020年3月19日、『まんがタイムきららMAX』2020年5月号にて、テレビアニメ第3期のタイトルが『ご注文はうさぎですか？ BLOOM』であり、同年10月より放送予定であることが発表され、8月19日に放送開始日が10月10日であることが発表された。10月10日から12月26日まで放送された。第3期のキャッチコピーは「かわいいが花盛り♪」。
2025年3月1日に行われた「TVアニメ『ご注文はうさぎですか？』10周年記念スペシャルイベント Rabbit House Talk Party 2025」にて、新作アニメの制作決定が発表された。

## 登場人物
TVアニメ公式ページに記載されているキャラクターのみ掲載。
- ココア - 佐倉綾音
- チノ - 水瀬いのり
- リゼ - 種田梨沙
- 千夜 - 佐藤聡美
- シャロ - 内田真礼
- マヤ - 徳井青空
- メグ - 村川梨衣
- 青山ブルーマウンテン - 早見沙織
- 真手凛 - 木村珠莉
- モカ - 茅野愛衣
- タカヒロ - 速水奨
- ティッピー - 清川元夢
- ココアの母 - 皆口裕子
- リゼの父 - 東地宏樹
- 千夜の祖母 - 一城みゆ希
- 狩手結良 - 大西沙織

## 製作
|                               | 第1期                                      | 第2期                                      | 第3期                                                                    |
| ----------------------------- | ------------------------------------------ | ------------------------------------------ | ------------------------------------------------------------------------ |
| 原作                          | Koi（芳文社「まんがタイムきららMAX」連載） | Koi（芳文社「まんがタイムきららMAX」連載） | Koi（芳文社「まんがタイムきららMAX」連載）                               |
| 監督                          | 橋本裕之                                   | 橋本裕之                                   | 橋本裕之                                                                 |
| シリーズ構成                  | ふでやすかずゆき                           | ふでやすかずゆき                           | ふでやすかずゆき                                                         |
| 脚本                          | ふでやすかずゆき、井上美緒、橋本裕之       | ふでやすかずゆき、井上美緒、橋本裕之       | ふでやすかずゆき、井上美緒、橋本裕之                                     |
| キャラクターデザイン          | 奥田陽介                                   | 奥田陽介                                   | 奥田陽介                                                                 |
| プロップデザイン              | 深川可純                                   | 今村望                                     | 伊藤雅子                                                                 |
| 総作画監督                    | 奥田陽介（第1期第3羽 - ）                  | 奥田陽介（第1期第3羽 - ）                  | 伊藤雅子                                                                 |
| 総作画監督                    | N/A                                        | 佐々木貴宏                                 | 渋谷秀、井本由紀                                                         |
| 美術監督                      | 平柳悟                                     | 平柳悟                                     | 春日礼児                                                                 |
| 美術設定                      | 児玉陽平                                   | 児玉陽平                                   | 春日礼児                                                                 |
| 美術設定                      | 藤井祐太                                   | 平九郎                                     | 春日礼児                                                                 |
| 色彩設計                      | 佐藤美由紀                                 | 佐藤美由紀                                 | 佐藤美由紀                                                               |
| 撮影監督                      | 峰岸健太郎                                 | 峰岸健太郎                                 | 竹沢裕一                                                                 |
| 3Dディレクター                | 秋元央                                     | 越田祐史                                   | 山本祐希江                                                               |
| 編集                          | 高橋歩                                     | 高橋歩                                     | 高橋歩                                                                   |
| 音響監督                      | 明田川仁                                   | 明田川仁                                   | 明田川仁                                                                 |
| 音楽                          | 川田瑠夏                                   | 川田瑠夏                                   | 川田瑠夏                                                                 |
| 音楽プロデューサー            | 西村潤                                     | 西村潤                                     | 藤平直孝                                                                 |
| 音楽制作                      | NBCユニバーサル・エンターテイメント        | NBCユニバーサル・エンターテイメント        | N/A                                                                      |
| プロデューサー                | 小林宏之                                   | 小林宏之                                   | 小林宏之                                                                 |
| プロデューサー                | 小倉充俊                                   | 小倉充俊                                   | 服部健太郎、深尾聡志、大谷知広 和泉勇一、山崎明日香 甲斐健太郎、兼光一博 |
| プロデューサー                | 岩佐岳                                     | N/A                                        | 服部健太郎、深尾聡志、大谷知広 和泉勇一、山崎明日香 甲斐健太郎、兼光一博 |
| アニメーション プロデューサー | 吉川綱樹                                   | 小笠原宗紀                                 | 川人憲治郎                                                               |
| アニメーション制作            | WHITE FOX                                  | WHITE FOX                                  | エンカレッジフィルムズ                                                   |
| アニメーション制作            | N/A                                        | KINEMA CITRUS                              | エンカレッジフィルムズ                                                   |
| 製作                          | ご注文は製作委員会 ですか？                | ご注文は製作委員会 ですか??                | ご注文はBLOOM 製作委員会ですか？                                         |

アニメ化された経緯は、NBCユニバーサル・エンターテイメントとWHITE FOXとで別の作品を作っていたことがあり、その流れで企画を持ってきたことがきっかけである。
監督は、今作が初監督作品となる橋本裕之が務めており、制作デスクの加藤晋一朗の強い推薦があり起用された。しっかりとした流れを作り、4コマ漫画っぽくしないようにしたと語っている。
シリーズ構成はふでやすかずゆきが担当している。何人か候補が出ていたが、『そにアニ -SUPER SONICO THE ANIMATION-』の監督を務めていた川村賢一の推薦で起用された。また、サブライターとして井上美緒が起用されている。男性ばかりだと男視点に偏りがちなので、女性スタッフが欲しかったと語っている。第1期では青山ブルーマウンテンが登場する第6羽と第9羽は井上にお願いするという形であり、第2期ではモカが登場する第5羽と第6羽を担当している。また第1期製作時には打ち合わせを進めていくうちに橋本の中でラストのイメージが固まっていったため、第12羽は彼が担当した。なお第2期の第12羽も橋本が自ら脚本を手掛けている。
主演を務めた佐倉綾音は、本作について「何も起こらないのに、本当に大丈夫なんだろうか」と思い、手探りで手応えのないまま役を演じ、何も起こらないことに対してそこまで反響が来ることに、キャスト一同びっくりしたとABEMA TIMESのインタビューにて語っている。

## 評価

### 流行語
第1期の放送時には「あぁ＾〜心がぴょんぴょんするんじゃぁ＾〜」（ああ〜 こころがぴょんぴょんするんじゃぁ〜）という流行語が生まれ、「アニメ流行語大賞2014」で第4位となった。これは作中の台詞ではなく、オープニングテーマ「Daydream café」の冒頭の「心ぴょんぴょん」というフレーズと、変態糞親父を名乗るユーザーによる同性愛向けネット掲示板の「ああ＾～もう糞が出るう～～」という書き込みが合わさって、ファンの間で広まったものである。その後、2015年4月25日、26日に行われた「ニコニコ超会議2015」のアニメブースでは、挑戦者がランニングバンジーのゴムの力に耐え、「あぁ＾〜心がぴょんぴょんするんじゃぁ＾〜」と叫びながら抱き枕の獲得を目指すアトラクションが公開された。続く第2期では新オープニングテーマ「ノーポイッ!」に合わせて「あぁ＾〜心がぽいぽいするんじゃぁ＾〜」となり、「アニメ流行語大賞2015」で上位ランクインした。

## 主題歌

### オープニングテーマ
全てのシリーズで、メインキャストの佐倉綾音、水瀬いのり、種田梨沙、佐藤聡美、内田真礼によるユニット「Petit Rabbit's」が歌唱、畑亜貴が作詞、大久保薫が作曲と編曲を担当する。
「Daydream café」
第1期OP。
「ノーポイッ!」
第2期OP。
「天空カフェテリア」
第3期OP。

### エンディングテーマ
全てのシリーズで、水瀬いのり、徳井青空、村川梨衣によるユニット「チマメ隊」が通常EDの歌唱、「Petit Rabbit's」が第12羽EDの歌唱を担当する。
「ぽっぴんジャンプ♪」
第1期ED。作詞はうらん、作曲は木村有希、編曲はやしきん、
「日常デコレーション」
第1期第12羽ED。作詞はうらん、作曲は大隅知宇、編曲は大久保薫。
「ときめきポポロン♪」
第2期ED。作詞はうらん、作曲は大隅知宇、編曲は千葉"naotyu-"直樹。
「なんとなくミライ」
第2期第12羽ED。作詞は畑亜貴、作曲・編曲はツキダタダシ。
「なかよし！○！なかよし！」
第3期ED。作詞は畑亜貴、作曲・編曲は大隅知宇。
「ユメ＜ウツツ→ハッピータイム」
第3期第12羽ED。作詞は畑亜貴、作曲・編曲は木村有希。

## 各話リスト
| 話数   | サブタイトル                                                                 | 脚本                                 | 絵コンテ          | 演出              | 作画監督 | 総作画監督               | 初放送日        |       |       |       |       |       |       |       |       |       |       |       |       |       |       |       |       |       |
| 第1期  | 第1期                                                                        | 第1期                                | 第1期             | 第1期             | 第1期 | 第1期                    | 第1期           | 第1期 | 第1期 | 第1期 | 第1期 | 第1期 | 第1期 | 第1期 | 第1期 | 第1期 | 第1期 | 第1期 | 第1期 | 第1期 | 第1期 | 第1期 | 第1期 | 第1期 |
| ------ | ---------------------------------------------------------------------------- | ------------------------------------ | ----------------- | ----------------- | --- | ------------------------ | --------------- | ----- | ----- | ----- | ----- | ----- | ----- | ----- | ----- | ----- | ----- | ----- | ----- | ----- | ----- | ----- | ----- | ----- |
| 第1羽  | ひと目で尋常でない もふもふだと見抜いたよ                                    | ふでやすかずゆき                     | 橋本裕之          | 橋本裕之          | 奥田陽介 | -                        | 2014年 4月10日  |       |       |       |       |       |       |       |       |       |       |       |       |       |       |       |       |       |
| 第2羽  | 小麦を愛した少女と 小豆に愛された少女                                        | ふでやすかずゆき                     | 江口大輔          | 江口大輔          | 兵渡勝 | -                        | 4月17日         |       |       |       |       |       |       |       |       |       |       |       |       |       |       |       |       |       |
| 第3羽  | 初めて酔った日の事憶えてる？ 自分の家でキャンプファイヤー しようとしたわよね | ふでやすかずゆき                     | 田中雄一          | 荒井省吾          | 佐藤天昭 中田正彦                                                                                             | 奥田陽介                 | 4月24日         |       |       |       |       |       |       |       |       |       |       |       |       |       |       |       |       |       |
| 第4羽  | ラッキーアイテムは野菜と罪と罰                                               | 井上美緒                             | 小林公二 大島縁   | 小林公二          | 大島縁 | 奥田陽介                 | 5月1日          |       |       |       |       |       |       |       |       |       |       |       |       |       |       |       |       |       |
| 第5羽  | ココアと悪意なき殺意                                                         | ふでやすかずゆき                     | 川面真也          | 松村政輝          | 木宮亮介 | 奥田陽介                 | 5月8日          |       |       |       |       |       |       |       |       |       |       |       |       |       |       |       |       |       |
| 第6羽  | お話をするお話                                                               | 井上美緒                             | 西森章            | 土屋浩幸          | 冨永詠一 竹田直樹                                                                                             | 奥田陽介                 | 5月15日         |       |       |       |       |       |       |       |       |       |       |       |       |       |       |       |       |       |
| 第7羽  | Call Me Sister.                                                              | ふでやすかずゆき                     | 及川啓            | 中山敦史          | 瀬尾康博 | 奥田陽介                 | 5月22日         |       |       |       |       |       |       |       |       |       |       |       |       |       |       |       |       |       |
| 第8羽  | プールに濡れて雨に濡れて涙に濡れて                                           | ふでやすかずゆき 井上美緒            | 細田直人          | 小林公二          | 奈須一裕 池上太郎 兵渡勝 木宮亮介 臼田美夫 吉井弘幸                                                           | 奥田陽介                 | 5月29日         |       |       |       |       |       |       |       |       |       |       |       |       |       |       |       |       |       |
| 第9羽  | 青山スランプマウンテン                                                       | 井上美緒                             | 田中雄一          | 荒井省吾          | 深川可純 稲吉朝子                                                                                             | 奥田陽介                 | 6月5日          |       |       |       |       |       |       |       |       |       |       |       |       |       |       |       |       |       |
| 第10羽 | 対お姉ちゃん用決戦部隊、 通称チマメ隊                                        | ふでやすかずゆき                     | 益山亮司          | 益山亮司          | 中田正彦 竹田直樹                                                                                             | 奥田陽介                 | 6月12日         |       |       |       |       |       |       |       |       |       |       |       |       |       |       |       |       |       |
| 第11羽 | 少女は赤い外套を纏い ウサギを駆りて聖夜の空を行く                            | 井上美緒                             | 川面真也          | 土屋浩幸          | 池田有 井元一彰                                                                                               | 奥田陽介                 | 6月19日         |       |       |       |       |       |       |       |       |       |       |       |       |       |       |       |       |       |
| 第12羽 | 君のためなら寝坊する                                                         | 橋本裕之                             | 橋本裕之          | 橋本裕之          | 木宮亮介 兵渡勝 中田正彦 池上太郎 中村和久 池田有 武藤信宏 大高美奈 田中一真 奈須一裕                         | 奥田陽介                 | 6月26日         |       |       |       |       |       |       |       |       |       |       |       |       |       |       |       |       |       |
| 第2期  |                                                                              |                                      |                   |                   | |                          |                 |       |       |       |       |       |       |       |       |       |       |       |       |       |       |       |       |       |
| 第1羽  | 笑顔とフラッシュがやかましい これが私の自称姉です                            | ふでやすかずゆき                     | 橋本裕之          | 橋本裕之          | 佐々木貴宏 | 奥田陽介                 | 2015年 10月10日 |       |       |       |       |       |       |       |       |       |       |       |       |       |       |       |       |       |
| 第2羽  | 灰色兎と灰かぶり姫                                                           | ふでやすかずゆき                     | 武藤信宏          | 篠原正寛          | 武藤信宏 | 奥田陽介                 | 10月17日        |       |       |       |       |       |       |       |       |       |       |       |       |       |       |       |       |       |
| 第3羽  | 回転舞踏伝説アヒル隊                                                         | ふでやすかずゆき                     | 孫承希            | 孫承希            | 櫻井拓郎 白川茉莉 安田祥子 山村俊了 清水勝祐                                                                  | 奥田陽介                 | 10月24日        |       |       |       |       |       |       |       |       |       |       |       |       |       |       |       |       |       |
| 第4羽  | ココア先輩の優雅な お茶会チュートリアル                                      | ふでやすかずゆき                     | 孫承希 小島正幸   | 飯村正之          | Lee Duk Ho Kim Jeong Eun                                                                                      | 佐々木貴宏               | 10月31日        |       |       |       |       |       |       |       |       |       |       |       |       |       |       |       |       |       |
| 第5羽  | ひと口で普通の もちもちだと見抜いたよ                                        | ふでやすかずゆき 井上美緒 [ 注釈 3 ] | 柳沼和良          | 篠原正寛          | 田中一真 永吉隆志 武藤信宏 竹田直樹                                                                           | 奥田陽介                 | 11月7日         |       |       |       |       |       |       |       |       |       |       |       |       |       |       |       |       |       |
| 第6羽  | 木組みの街攻略完了 （みっしょんこんぷりーと）                                | ふでやすかずゆき 井上美緒 [ 注釈 3 ] | 博史池畠          | 博史池畠          | 油谷陽介 杉本幸子 仁井学 川妻智美 錦見楽 今田茜 松尾亜希子 りお 永吉隆志                                      | 佐々木貴宏               | 11月14日        |       |       |       |       |       |       |       |       |       |       |       |       |       |       |       |       |       |
| 第7羽  | 甘えん坊なあの子は シャボン玉のように儚く消える                              | ふでやすかずゆき                     | 飯村正之 小島正幸 | 鎌田祐輔          | 成川多加志 安形佳己 森山雄治                                                                                  | 奥田陽介                 | 11月21日        |       |       |       |       |       |       |       |       |       |       |       |       |       |       |       |       |       |
| 第8羽  | スニーキングストーキング ストーカーストーリー                                | ふでやすかずゆき                     | 山崎みつえ        | 荒井省吾          | Lee Duk Ho Kim Jeong Eun Cha Sang Hoon 油谷陽介 りお                                                          | 奥田陽介 佐々木貴宏      | 11月28日        |       |       |       |       |       |       |       |       |       |       |       |       |       |       |       |       |       |
| 第9羽  | 毛玉は特攻し 無慈悲なボタンは放たれる                                        | ふでやすかずゆき                     | 田中雄一          | 今村望            | 安田祥子 斉藤大輔 松本ひろし 小川浩司 楠木智子 輿石暁 白川茉莉 櫻井拓郎 清水勝祐                              | 奥田陽介 佐々木貴宏      | 12月5日         |       |       |       |       |       |       |       |       |       |       |       |       |       |       |       |       |       |
| 第10羽 | Eを探す日常                                                                  | ふでやすかずゆき                     | かおり            | かおり            | 武本大介 山村俊了                                                                                             | 奥田陽介                 | 12月12日        |       |       |       |       |       |       |       |       |       |       |       |       |       |       |       |       |       |
| 第11羽 | スターダスト・マイムマイム                                                   | ふでやすかずゆき                     | 入江泰浩          | 入江泰浩          | Lee Duk Ho Cha Sang Hoon 斉藤大輔 安田祥子                                                                    | 奥田陽介 佐々木貴宏      | 12月19日        |       |       |       |       |       |       |       |       |       |       |       |       |       |       |       |       |       |
| 第12羽 | 宝物は君の決定的瞬間                                                         | 橋本裕之                             | 橋本裕之          | 橋本裕之          | 石川健朝 永吉隆志 本幸子 伊藤雅子 油谷陽介 錦見楽                                                             | 奥田陽介 佐々木貴宏      | 12月26日        |       |       |       |       |       |       |       |       |       |       |       |       |       |       |       |       |       |
| 第3期  |                                                                              |                                      |                   |                   | |                          |                 |       |       |       |       |       |       |       |       |       |       |       |       |       |       |       |       |       |
| 第1羽  | にっこりカフェの魔法使い                                                     | ふでやすかずゆき                     | 橋本裕之          | 橋本裕之          | 伊藤雅子 渋谷秀                                                                                               | 渋谷秀 伊藤雅子 井本由紀 | 2020年 10月10日 |       |       |       |       |       |       |       |       |       |       |       |       |       |       |       |       |       |
| 第2羽  | 幼馴染ハート強奪事件                                                         | 井上美緒                             | 篠原正寛          | 篠原正寛          | 渋谷秀 | 渋谷秀 伊藤雅子 井本由紀 | 10月17日        |       |       |       |       |       |       |       |       |       |       |       |       |       |       |       |       |       |
| 第3羽  | 世界のすべては私の経験値                                                     | ふでやすかずゆき                     | 篠原正寛          | 篠原正寛          | 鎌田均 山本恭平 Kim Ki-nam                                                                                    | 渋谷秀 伊藤雅子          | 10月24日        |       |       |       |       |       |       |       |       |       |       |       |       |       |       |       |       |       |
| 第4羽  | あったかもしれない日常                                                       | ふでやすかずゆき                     | 愛敬亮太 篠原正寛 | 徐傳峰            | 細田沙織 小澤円 プロダクション・フォッシュ                                                                    | 渋谷秀                   | 10月31日        |       |       |       |       |       |       |       |       |       |       |       |       |       |       |       |       |       |
| 第5羽  | 彼女は熱き旋風 彼女は気ままなそよ風                                          | 井上美緒                             | 追崎史敏          | 居村雄馬          | 井本由紀 | 伊藤雅子 渋谷秀          | 11月7日         |       |       |       |       |       |       |       |       |       |       |       |       |       |       |       |       |       |
| 第6羽  | うさぎの団体さんも大歓迎です                                                 | 井上美緒                             | 望月智充          | 山本陽介          | 森悦史 平馬浩司                                                                                               | 伊藤雅子 渋谷秀          | 11月14日        |       |       |       |       |       |       |       |       |       |       |       |       |       |       |       |       |       |
| 第7羽  | 今夜は幽霊とだって踊り明かせる Halloween Night!                              | ふでやすかずゆき                     | 篠原正寛          | 江福仁美          | 長橋研太 角谷知美 細田沙織                                                                                    | 伊藤雅子 渋谷秀          | 11月21日        |       |       |       |       |       |       |       |       |       |       |       |       |       |       |       |       |       |
| 第8羽  | スタンプ スリープ スタディ スマイル                                          | 井上美緒                             | もりたけし        | 葛西良信          | 柳瀬譲二 | 伊藤雅子 渋谷秀          | 11月28日        |       |       |       |       |       |       |       |       |       |       |       |       |       |       |       |       |       |
| 第9羽  | やきもち風味のカモミール                                                     | 井上美緒                             | 追崎史敏          | 徐傳峰            | 齋藤香織 平馬浩司                                                                                             | 伊藤雅子 渋谷秀          | 12月5日         |       |       |       |       |       |       |       |       |       |       |       |       |       |       |       |       |       |
| 第10羽 | ハートがいっぱいの救援要請                                                   | ふでやすかずゆき                     | 柳沼和良          | 夕澄慶英！        | 二宮奈那子 寒川歩 佐藤史暁 和田清美 細田沙織 小針勇太 小嶋絵理佳 金子匡邦 野口啓生 イーストフィッシュスタジオ | 伊藤雅子 渋谷秀          | 12月12日        |       |       |       |       |       |       |       |       |       |       |       |       |       |       |       |       |       |
| 第11羽 | にっこりカフェと七色の魔法使い                                               | ふでやすかずゆき                     | もりたけし        | 葛西良信          | 柳瀬譲二 寒川歩 佐藤史暁 Xie Mei 載虎 陸華 金田 イーストフィッシュスタジオ                                    | 伊藤雅子 渋谷秀          | 12月19日        |       |       |       |       |       |       |       |       |       |       |       |       |       |       |       |       |       |
| 第12羽 | その一歩は君を見ているから踏み出せる                                         | 橋本裕之                             | もりたけし        | 篠原正寛 橋本裕之 | 寒川歩 佐藤史暁 細田沙織 平馬浩司 大原弥七 吉野麦 錦織成 鳥山冬美 Lee Se Jong Oh Seung Hun                    | 伊藤雅子 渋谷秀          | 12月26日        |       |       |       |       |       |       |       |       |       |       |       |       |       |       |       |       |       |

## 放送・配信

### 放送局
| 放送期間                | 放送時間                     | 放送局     | 対象地域 | 備考                      |
| ----------------------- | ---------------------------- | ---------- | -------- | ------------------------- |
| 2014年4月10日 - 6月26日 | 木曜 22:30 - 23:00           | TOKYO MX   | 東京都   |                           |
| 2014年4月11日 - 6月27日 | 金曜 0:30 - 1:00（木曜深夜） | サンテレビ | 兵庫県   |                           |
|                         | 金曜 1:00 - 1:30（木曜深夜） | KBS京都    | 京都府   |                           |
|                         | 金曜 2:05 - 2:35（木曜深夜） | テレビ愛知 | 愛知県   |                           |
|                         | 金曜 23:30 - 土曜 0:00       | AT-X       | 日本全域 | CS放送 / リピート放送あり |
| 2014年4月15日 - 7月1日  | 火曜 0:00 - 0:30（月曜深夜） | BS11       | 日本全域 | BS放送 / 『ANIME+』枠     |

| 放送期間                  | 放送時間                     | 放送局     | 対象地域 | 備考                                 |
| ------------------------- | ---------------------------- | ---------- | -------- | ------------------------------------ |
| 2015年10月10日 - 12月26日 | 土曜 21:30 - 22:00           | AT-X       | 日本全域 | 製作参加 / CS放送 / リピート放送あり |
|                           | 土曜 22:30 - 23:00           | TOKYO MX   | 東京都   |                                      |
|                           |                              | サンテレビ | 兵庫県   |                                      |
|                           |                              | KBS京都    | 京都府   |                                      |
| 2015年10月14日 - 12月30日 | 水曜 1:00 - 1:30（火曜深夜） | BS11       | 日本全域 | BS放送 / 『ANIME+』枠                |

| 放送期間                  | 放送時間           | 放送局     | 対象地域 | 備考                                 |
| ------------------------- | ------------------ | ---------- | -------- | ------------------------------------ |
| 2020年10月10日 - 12月26日 | 土曜 21:30 - 22:00 | AT-X       | 日本全域 | 製作参加 / CS放送 / リピート放送あり |
|                           | 土曜 22:00 - 22:30 | TOKYO MX   | 東京都   |                                      |
|                           |                    | BS11       | 日本全域 | BS放送 / 『ANIME+』枠                |
|                           | 土曜 22:30 - 23:00 | サンテレビ | 兵庫県   |                                      |
|                           | 土曜 23:00 - 23:30 | KBS京都    | 京都府   |                                      |

### 配信サイト
日本国外に対してはCrunchyrollとbilibiliを通じて配信された。2016年7月にはAbemaTVの「深夜アニメチャンネル」で第1・2期の一挙配信が行われ、以降はスペシャルアニメ（Dear My Sister）も含めた一挙配信がたびたび行われている。2017年5月7日にはNHK BSプレミアムの『ニッポンアニメ100 ベストセレクション』で第1期第1・10・12もにアニメ評論家の藤津亮太の解説が付いたものが放送された。
ニコニコ動画での公式配信動画は同サイトで公式配信されたテレビアニメの中でも異例の人気を誇り、特に無料で視聴が可能な第1期第1羽は第2期配信前にして500万再生、100万コメントを超えている。配信開始から約3年10ヶ月後の2018年2月19日には1000万回再生を達成した。
| 配信開始日    | 配信時間               | 配信サイト         | 備考                             |
| ------------- | ---------------------- | ------------------ | -------------------------------- |
| 2014年4月16日 | 水曜 12:00 更新        | dアニメストア      | 見放題サービス利用者は全話見放題 |
|               |                        | 楽天ショウタイム   |                                  |
|               |                        | ビデオマーケット   |                                  |
|               |                        | ニコニコチャンネル |                                  |
|               | 水曜 23:30 - 木曜 0:00 | ニコニコ生放送     |                                  |
| 2014年5月21日 | 水曜 12:00 更新        | バンダイチャンネル | 第1羽 - 第6羽は同時配信          |

| 配信開始日     | 配信時間                   | 配信サイト             | 備考                                          |
| -------------- | -------------------------- | ---------------------- | --------------------------------------------- |
| 2015年10月13日 | 火曜 12:00 更新            | dアニメストア          |                                               |
| 2015年10月15日 | 木曜 12:00 更新            | 楽天ショウタイム       |                                               |
| 2015年10月16日 | 金曜 23:00 - 23:30 放送    | ニコニコ生放送         |                                               |
| 2015年10月17日 | 土曜 12:00 更新            | ニコニコチャンネル     | 第1羽無料、第2羽以降1週間無料                 |
|                |                            | U-NEXT                 |                                               |
|                |                            | アニメ放題             |                                               |
|                |                            | Amazonプライム・ビデオ |                                               |
|                |                            | ひかりTV               |                                               |
|                |                            | バンダイチャンネル     | 第1羽無料、第2羽以降有料 有料会員は全話見放題 |
|                |                            | ビデオマーケット       |                                               |
| 2015年10月24日 | 土曜 12:00 更新            | GYAO!                  | 第1羽無料、第2羽以降1週間無料                 |
| 2015年10月25日 | 日曜 0:00 更新（土曜深夜） | J:COMオンデマンド      |                                               |

| 配信開始日     | 配信時間           | 配信サイト             | 備考 |
| -------------- | ------------------ | ---------------------- | ---- |
| 2020年10月10日 | 土曜 22:00 - 22:30 | ABEMA                  |      |
| 2020年10月13日 | 火曜 22:30 更新    | dアニメストア          |      |
| 2020年10月17日 | 土曜 22:30 更新    | U-NEXT                 |      |
|                |                    | アニメ放題             |      |
|                |                    | Amazonプライム・ビデオ |      |
|                |                    | FOD                    |      |
|                |                    | ビデオマーケット       |      |
|                |                    | J:COMオンデマンド      |      |
|                |                    | TELASA                 |      |
|                |                    | みるプラス             |      |
|                |                    | バンダイチャンネル     |      |
|                |                    | ニコニコチャンネル     |      |
|                |                    | music.jp               |      |
|                |                    | GYAO!ストア            |      |
|                |                    | DMM.com                |      |
|                |                    | ムービーフルPlus       |      |
|                |                    | Rakuten TV             |      |
| 2020年10月18日 | 日曜 12:00 更新    | HAPPY!動画             |      |
| 2020年10月19日 | 月曜 19:00 更新    | TSUTAYA TV             |      |
| 2020年10月20日 | 火曜 22:30 更新    | GYAO!                  |      |
|                | 火曜 22:30 - 23:00 | ニコニコ生放送         |      |

## 関連商品

### BD / DVD
出典：
テレビアニメのBD / DVDには1巻あたり2話が収録されており、BOX版以外には特典CDなどが付属している。
| 巻  | 発売日         | 収録話          | オーディオコメンタリー                                                                      | 規格品番（初回版） | 規格品番（初回版） | 備考        |
| 巻  | 発売日         | 収録話          | オーディオコメンタリー                                                                      | BD                 | DVD                | 備考        |
| --- | -------------- | --------------- | ------------------------------------------------------------------------------------------- | ------------------ | ------------------ | ----------- |
| 1   | 2014年6月20日  | 第1羽 - 第2羽   | 第1羽：佐倉綾音、水瀬いのり、種田梨沙 第2羽：速水奨、佐倉綾音、佐藤聡美                     | GNXA-1681          | GNBA-2281          | [ 注釈 6 ]  |
| 2   | 2014年7月24日  | 第3羽 - 第4羽   | 第3羽：佐藤聡美、内田真礼、種田梨沙 第4羽：速水奨、佐倉綾音、水瀬いのり                     | GNXA-1682          | GNBA-2282          |             |
| 3   | 2014年8月27日  | 第5羽 - 第6羽   | 第5羽：水瀬いのり、種田梨沙、佐藤聡美 第6羽：速水奨、水瀬いのり、徳井青空、村川梨衣         | GNXA-1683          | GNBA-2283          | [ 注釈 7 ]  |
| 3   | 2015年9月26日  | 第5羽 - 第6羽   | 第5羽：水瀬いのり、種田梨沙、佐藤聡美 第6羽：速水奨、水瀬いのり、徳井青空、村川梨衣         | GNXA-1687          | GNBA-2287          | 出典        |
| 4   | 2014年9月26日  | 第7羽 - 第8羽   | 第7羽：水瀬いのり、内田真礼、村川梨衣 第8羽：速水奨、種田梨沙、内田真礼                     | GNXA-1684          | GNBA-2284          |             |
| 5   | 2014年10月22日 | 第9羽 - 第10羽  | 第9羽：佐倉綾音、種田梨沙、早見沙織 第10羽：速水奨、水瀬いのり、徳井青空、村川梨衣          | GNXA-1685          | GNBA-2285          |             |
| 6   | 2014年11月27日 | 第11羽 - 第12羽 | 第11羽：佐倉綾音、種田梨沙、徳井青空、村川梨衣 第12羽：速水奨、佐倉綾音、佐藤聡美、早見沙織 | GNXA-1686          | GNBA-2286          | [ 注釈 10 ] |
| BOX | 2016年12月21日 | 第1羽 - 第12羽  | 上記の内容すべて                                                                            | GNXA-1688          | GNBA-2288          |             |

| 巻  | 発売日         | 収録話          | 規格品番（初回版） | 規格品番（初回版） | 備考        |
| 巻  | 発売日         | 収録話          | BD                 | DVD                | 備考        |
| --- | -------------- | --------------- | ------------------ | ------------------ | ----------- |
| 1   | 2015年12月25日 | 第1羽 - 第2羽   | GNXA-1771          | GNBA-2351          |             |
| 2   | 2016年2月14日  | 第3羽 - 第4羽   | GNXA-1772          | GNBA-2352          |             |
| 3   | 2016年3月9日   | 第5羽 - 第6羽   | GNXA-1773          | GNBA-2353          | [ 注釈 7 ]  |
| 4   | 2016年4月8日   | 第7羽 - 第8羽   | GNXA-1774          | GNBA-2354          |             |
| 5   | 2016年5月2日   | 第9羽 - 第10羽  | GNXA-1775          | GNBA-2355          | [ 注釈 11 ] |
| 6   | 2016年6月3日   | 第11羽 - 第12羽 | GNXA-1776          | GNBA-2356          |             |
| BOX | 2017年12月22日 | 第1羽 - 第12羽  | GNXA-1777          | GNXA-2357          |             |

| 巻  | 発売日         | 収録話          | 規格品番（初回版） | 規格品番（初回版） | 備考        |
| 巻  | 発売日         | 収録話          | BD                 | DVD                | 備考        |
| --- | -------------- | --------------- | ------------------ | ------------------ | ----------- |
| 1   | 2020年12月25日 | 第1羽 - 第2羽   | GNXA-1591          | GNBA-2361          |             |
| 2   | 2021年1月29日  | 第3羽 - 第4羽   | GNXA-1592          | GNBA-2362          |             |
| 3   | 2021年2月26日  | 第5羽 - 第6羽   | GNXA-1593          | GNBA-2363          | [ 注釈 7 ]  |
| 4   | 2021年3月26日  | 第7羽 - 第8羽   | GNXA-1594          | GNBA-2364          |             |
| 5   | 2021年4月28日  | 第9羽 - 第10羽  | GNXA-1595          | GNBA-2365          | [ 注釈 12 ] |
| 6   | 2021年5月28日  | 第11羽 - 第12羽 | GNXA-1596          | GNBA-2366          |             |
| BOX | 2022年12月21日 | 第1羽 - 第12羽  | GNXA-1597          | GNBA-2367          |             |

| 巻  | 発売日         | 収録話                | 規格品番（初回版） | 備考               |
| 巻  | 発売日         | 収録話                | BD                 | 備考               |
| --- | -------------- | --------------------- | ------------------ | ------------------ |
| BOX | 2024年12月25日 | 第1期 - 第3期全36話分 | GNXA-1778          | [ 注釈 13 ] [ 39 ] |

| タイトル                                          | 発売日         | 規格品番（初回版） | 規格品番（初回版） | 備考        |
| タイトル                                          | 発売日         | BD                 | DVD                | 備考        |
| ------------------------------------------------- | -------------- | ------------------ | ------------------ | ----------- |
| ご注文はうさぎですか??Rabbit House Tea Party 2016 | 2016年11月25日 | GNXA-1800          | GNBA-2380          | [ 注釈 14 ] |
| ご注文はうさぎですか??〜Dear My Sister〜          | 2018年5月30日  | GNXA-1217          | GNBA-1457          | [ 注釈 15 ] |
| ご注文はうさぎですか??～Sing For You～            | 2019年9月26日  | GNXA-1219          | GNBA-1459          | [ 注釈 16 ] |

### CD
出典：
| タイトル                                                              | 発売日         | 規格品番                                    |
| 第1期                                                                 | 第1期          | 第1期                                       |
| --------------------------------------------------------------------- | -------------- | ------------------------------------------- |
| オープニングテーマ Daydream café                                      | 2014年5月28日  | GNCA-0330（初回限定盤） GNCA-0331（通常盤） |
| エンディングテーマ ぽっぴんジャンプ♪                                  | 2014年5月28日  | GNCA-0335                                   |
| キャラクターソング1 ココア&チノ                                       | 2014年6月20日  | GNCA-0337                                   |
| キャラクターソング2 ココア&リゼ                                       | 2014年6月20日  | GNCA-0338                                   |
| キャラクターソング3 千夜&シャロ                                       | 2014年7月24日  | GNCA-0339                                   |
| キャラクターソング4 リゼ&シャロ                                       | 2014年7月24日  | GNCA-0340                                   |
| キャラクターソングアルバム ごちうさブレンド                           | 2014年8月27日  | GNCA-1418                                   |
| ご注文はうさぎですか? ORIGINAL SOUNDTRACK                             | 2014年12月25日 | GNCA-1389                                   |
| キャラクターソング 宝箱のジェットコースター                           | 2015年7月1日   | GNCA-0390                                   |
| キャラクターソング ぴょん'sぷりんぷるん                               | 2015年7月15日  | GNCA-0391                                   |
| キャラクターソング ハートぷるぷる事件です                             | 2015年7月29日  | GNCA-0392                                   |
| キャラクターソングメドレー ごちうさDJブレンド                         | 2015年8月12日  | GNCA-1471                                   |
| キャラクターソング・セレクションアルバム order the songs              | 2016年12月21日 | GNCA-1501                                   |
| 第2期                                                                 |                |                                             |
| オープニングテーマ ノーポイッ！                                       | 2015年11月11日 | GNCA-0400（初回限定盤） GNCA-0401（通常盤） |
| エンディングテーマ ときめきポポロン♪                                  | 2015年11月11日 | GNCA-0402                                   |
| キャラクターソングアルバム cup of chino                               | 2015年11月25日 | GNCA-1475                                   |
| ご注文はうさぎですか?? ORIGINAL SOUNDTRACK                            | 2015年12月25日 | GNCA-1476                                   |
| キャラクターソングシリーズ01 ココア                                   | 2016年8月27日  | GNCA-0451                                   |
| キャラクターソングシリーズ02 リゼ                                     | 2016年8月27日  | GNCA-0452                                   |
| キャラクターソングシリーズ03 マヤ                                     | 2016年8月27日  | GNCA-0453                                   |
| キャラクターソングシリーズ04 シャロ                                   | 2016年9月28日  | GNCA-0454                                   |
| キャラクターソングシリーズ05 メグ                                     | 2016年9月28日  | GNCA-0455                                   |
| キャラクターソングシリーズ06 チノ                                     | 2016年10月26日 | GNCA-0456                                   |
| キャラクターソングシリーズ07 千夜                                     | 2016年10月26日 | GNCA-0457                                   |
| キャラクターソングシリーズ08 青山ブルーマウンテン&モカ                | 2016年10月26日 | GNCA-0458                                   |
| キャラクターソングアルバム chimame march                              | 2016年11月25日 | GNCA-1500                                   |
| キャラクターソング・セレクションアルバム order the songs2             | 2017年12月22日 | GNCA-1517                                   |
| Dear My Sister                                                        |                |                                             |
| キャラクターソング1 チマメ隊&千マメ隊                                 | 2017年10月25日 | GNCA-0516                                   |
| 主題歌シングル セカイがカフェになっちゃった！                         | 2017年11月11日 | GNCA-0515                                   |
| キャラクターソング2 ココア×チノ×リゼ&ココア×シャロ                    | 2017年11月22日 | GNCA-0517                                   |
| デュエットソングアルバム                                              | 2017年12月6日  | GNCA-1516                                   |
| 第2期                                                                 |                |                                             |
| キャラクターソロシリーズ01 ココア                                     | 2018年8月15日  | GNCA-0551                                   |
| キャラクターソロシリーズ02 シャロ                                     | 2018年8月29日  | GNCA-0552                                   |
| キャラクターソロシリーズ03 モカ                                       | 2018年9月12日  | GNCA-0558                                   |
| キャラクターソロシリーズ04 青山ブルーマウンテン                       | 2018年9月26日  | GNCA-0554                                   |
| キャラクターソロシリーズ05 マヤ                                       | 2018年10月10日 | GNCA-0555                                   |
| キャラクターソロシリーズ06 メグ                                       | 2018年10月24日 | GNCA-0556                                   |
| キャラクターソロシリーズ07 千夜                                       | 2018年11月7日  | GNCA-0557                                   |
| キャラクターソロシリーズ08 リゼ                                       | 2018年11月21日 | GNCA-0553                                   |
| キャラクターソロシリーズ09 チノ                                       | 2018年12月5日  | GNCA-0559                                   |
| キャラクターソングメドレー ごちうさDJブレンド2                        | 2018年12月19日 | GNCA-1550                                   |
| バースデイソングシリーズ01 リゼ                                       | 2019年2月14日  | GNCA-0571                                   |
| バースデイソングシリーズ02 モカ                                       | 2019年3月13日  | GNCA-0572                                   |
| バースデイソングシリーズ03 ココア                                     | 2019年4月10日  | GNCA-0573                                   |
| バースデイソングシリーズ04 シャロ                                     | 2019年7月15日  | GNCA-0574                                   |
| バースデイソングシリーズ05 マヤ                                       | 2019年8月8日   | GNCA-0575                                   |
| バースデイソングシリーズ06 千夜                                       | 2019年9月19日  | GNCA-0576                                   |
| バースデイソングシリーズ07 青山ブルーマウンテン                       | 2019年10月27日 | GNCA-0577                                   |
| バースデイソングシリーズ08 メグ                                       | 2019年11月2日  | GNCA-0578                                   |
| バースデイソングシリーズ09 チノ                                       | 2019年12月4日  | GNCA-0579                                   |
| ご注文はうさぎですか?? Selection of April Fools' Day                  | 2020年4月22日  | GNCA-1566                                   |
| Sing For You                                                          |                |                                             |
| イメージソング しんがーそんぐぱやぽやメロディー                       | 2019年9月26日  | GNCA-0600                                   |
| 第3期                                                                 |                |                                             |
| バラードソングアルバム Blend of Letters                               | 2020年9月19日  | GNCA-1567                                   |
| オープニングテーマ 天空カフェテリア                                   | 2020年10月28日 | GNCA-0620（初回限定盤） GNCA-0621（通常盤） |
| エンディングテーマ なかよし！○！なかよし！                            | 2020年10月28日 | GNCA-0622                                   |
| リアレンジ&カバーアルバム                                             | 2020年11月11日 | GNCA-1590                                   |
| ご注文はうさぎですか? BLOOM ORIGINAL SOUNDTRACK                       | 2020年12月25日 | GNCA-1599                                   |
| ご注文はうさぎですか? 10th Anniversaryキャラクターソング              | 2021年10月29日 | GNCA-0645                                   |
| ご注文はうさぎですか? 10th Anniversary主題歌リアレンジ&ハイレゾベスト | 2021年11月11日 | GNCA-1605                                   |

### アプリ
| タイトル                     | 発売日         | 発売元                                                    |
| ---------------------------- | -------------- | --------------------------------------------------------- |
| ご注文はうさぎですか？fone   | 2015年1月26日  | アニフォン                                                |
| ごちうさアラーム〜チノ編〜   | 2015年3月4日   | 博報堂DYミュージック&ピクチャーズ、ゲームゲート           |
| ごちうさアラーム〜シャロ編〜 | 2015年12月8日  | 博報堂DYミュージック&ピクチャーズ、ゲームゲート           |
| ごちうさアラーム〜リゼ編〜   | 2015年12月9日  | 博報堂DYミュージック&ピクチャーズ、ゲームゲート           |
| ごちうさアラーム〜千夜編〜   | 2015年12月15日 | 博報堂DYミュージック&ピクチャーズ、ゲームゲート           |
| ごちうさアラーム〜ココア編〜 | 2015年12月22日 | 博報堂DYミュージック&ピクチャーズ、ゲームゲート           |
| ごちうさ〜チマメ隊アラーム〜 | 2018年5月30日  | NBCユニバーサル・エンターテイメントジャパン、ゲームゲート |
| ごちうさカレンダー〜チノ編〜 | 2019年4月26日  | NBCユニバーサル・エンターテイメントジャパン、ゲームゲート |

### LINEスタンプ・着せかえ
（）は発売日。発売元はすべてNBCユニバーサル・エンターテイメントジャパンとゲームゲート。
- しゃべる ごちうさスタンプ（2015年8月12日）
- しゃべる ごちうさスタンプ第2弾（2018年2月21日）
- しゃべる ごちうさスタンプ チマメ隊編（2018年5月31日）
- ご注文はうさぎですか?? 〜Dear My Sister〜 着せかえ（2018年5月31日）
- ご注文はうさぎですか?? リゼスタンプ・着せかえ（2019年2月14日）
- ご注文はうさぎですか?? ココアスタンプ・着せかえ（2019年4月10日）
- ご注文はうさぎですか?? シャロスタンプ・着せかえ（2019年7月15日）
- ご注文はうさぎですか?? マヤスタンプ・着せかえ（2019年8月8日）
- ご注文はうさぎですか?? 千夜スタンプ・着せかえ（2019年9月19日）
- ご注文はうさぎですか?? 青山ブルーマウンテンスタンプ（2019年10月27日）
- ご注文はうさぎですか?? メグスタンプ・着せかえ（2019年11月2日）
- ご注文はうさぎですか?? チノスタンプ・着せかえ（2019年12月4日）

## ラジオ

### Webラジオ
『ご注文はラジオですか？』 (Is the order radio?) のタイトルで2014年3月26日より（初回はプレ配信、本配信は同年4月2日から）音泉、HiBiKi Radio Stationにて毎週水曜に更新。2014年7月23日から9月24日までは毎月第4水曜日更新。全16回。出演はココア役の佐倉綾音とチノ役の水瀬いのり。
2015年9月30日から12月30日まで、第2期『ご注文はラジオですか??〜ラビットハウスへようこそ〜』が音泉、HiBiKi Radio Stationにて毎週水曜日に更新。全14回。出演は水瀬いのりとリゼ役の種田梨沙。
2020年7月7日から2021年5月28日まで、『ご注文はラジオですか？BLOOM』が公式YouTubeチャンネル、音泉にて毎月配信された。出演は毎回入れ替わり。2021年10月29日には、『ご注文はラジオですか？ 10周年スペシャル』が同様の形式で配信された。出演は水瀬いのりとフユ役の石見舞菜香。

### 文化放送版
『ご注文はラジオですか?? Is the order radio??〜チマメ隊のポポロンラジオ〜』が2016年7月3日から2018年6月25日まで、文化放送にて放送していた。2017年12月31日までは毎週日曜日2:00-2:30（土曜日深夜）に、第79羽の2018年1月6日から3月31日までは毎週土曜日20:30-21:00に、第93羽の2018年4月2日からは毎週月曜日21:00-21:30に放送。出演はチノ役の水瀬いのり、マヤ役の徳井青空、メグ役の村川梨衣からなる「チマメ隊」。ANIME UNIVERSITY COOPサイト内の特設ページにて、最新2回分のアーカイブ配信が行われた。
『ご注文はラジオですか??〜WELCOME【う・さ！】〜』が2018年7月2日から2019年7月2日まで文化放送にて放送していた。2019年3月25日までは毎週月曜日21:00-21:30に、2019年4月8日からは毎週月曜日1:30-2:00（日曜日深夜）に放送。出演者はココア役の佐倉綾音、リゼ役の種田梨沙、千夜役の佐藤聡美、シャロ役の内田真礼の4名から入れ替わりで各回を放送する。2回目と3回目はナイター中継のため、7月12日と7月19日の木曜日に放送された。番組ページなどは「チマメ隊のポポロンラジオ」のものを引き続き使用し、アーカイブ配信も同様に行われた。

## スペシャルアニメ

### Dear My Sister
| 原作                         | Koi（芳文社「まんがタイムきららMAX」連載）                                        |
| 監督                         | 橋本裕之                                                                          |
| 副監督                       | かおり                                                                            |
| 原案・脚本                   | Koi、橋本裕之                                                                     |
| キャラクターデザイン         | 奥田陽介                                                                          |
| 総作画監督                   | 松本麻友子                                                                        |
| 総作画監督補佐               | 井出直美、石川雅一、奥田陽介                                                      |
| 絵コンテ                     | 橋本裕之、かおり、島津裕行、井畑翔太                                              |
| 演出                         | かおり、大橋一輝、篠原正寛、井畑翔太                                              |
| 美術監督・美術設定           | 平柳悟                                                                            |
| 撮影監督                     | 峰岸健太郎                                                                        |
| 3Dディレクター               | 越田祐史                                                                          |
| 色彩設計                     | 佐藤美由紀                                                                        |
| 編集                         | 高橋歩                                                                            |
| 音楽                         | 川田瑠夏                                                                          |
| 音楽制作                     | ベリーグー                                                                        |
| 音楽プロデューサー           | 藤平直孝                                                                          |
| 音響監督                     | 明田川仁                                                                          |
| プロデューサー               | 服部健太郎、小林宏之、深尾聡志、岩崎卓、和泉勇一 山崎明日香、甲斐健太郎、兼光一博 |
| アニメーションプロデューサー | 天野翔太                                                                          |
| アニメーション制作           | production dóA                                                                    |
| 制作協力                     | diomedéa                                                                          |
| 配給                         | ショウゲート                                                                      |
| 製作                         | ご注文は〜Dear My Sister〜製作委員会ですか??                                      |

2016年5月16日に新作アニメエピソードの製作が発表され、同年9月25日にODS劇場上映されることが発表された。2017年3月18日にはタイトルが『ご注文はうさぎですか?? 〜Dear My Sister〜』であることが発表された。公開は当初2017年春の予定だったが、2017年3月9日に制作上の都合により公開延期が発表された。2017年11月11日から全国40館にて劇場上映された。
原作5巻の3話分をもとに製作されており、原作1 - 4巻をもとに製作されたテレビアニメ第1・2期の事実上の続編となっている。制作会社はクレジット上ではテレビアニメ1・2期の制作を担当したWHITE FOX、KINEMA CITRUSからproduction dóAに変更されているが、プロダクション統括をディオメディアの社長である小原充が担当し、『艦隊これくしょん -艦これ-』などのキャラクターデザインを担当した松本麻友子と井出直美が総作画監督として参加しているなど、実際の制作作業には今作において制作協力としてクレジットされているディオメディアのスタッフが数多く参加している。

#### 主題歌（Dear My Sister）
「セカイがカフェになっちゃった！」
「Petit Rabbit's」に徳井青空と村川梨衣を加えたユニット「Petit Rabbit's with beans」による主題歌。作詞は畑亜貴、作曲と編曲は大久保薫。
「ハピネスアンコール」
「Petit Rabbit's」による挿入歌。作詞は畑亜貴、作曲は木村有希、編曲は川田瑠夏。

#### 興行成績
期間全体での興行収入は3億8000万円（見込み）。2017年11月11・12日の初日2日間で、全国40スクリーンでの公開ながら観客動員数7万9000人、興行収入1億200万円となり、映画観客動員数ランキング（興行通信社調べ）で初登場第4位を獲得した。また、ぴあの調査による初日満足度ランキングでも満足度91.5となり、第4位を記録した。

### Sing For You
| 原作                         | Koi（芳文社「まんがタイムきららMAX」連載）                                        |
| 監督・演出・絵コンテ         | 橋本裕之                                                                          |
| 脚本                         | ふでやすかずゆき                                                                  |
| キャラクターデザイン         | 奥田陽介                                                                          |
| 総作画監督                   | 松本麻友子、奥田陽介                                                              |
| 作画監督                     | 渋谷秀、平馬浩司                                                                  |
| 作画監督補佐                 | 飯塚葉子、佐藤このみ                                                              |
| 美術監督                     | 平栁悟                                                                            |
| 撮影監督                     | 峰岸健太郎                                                                        |
| 色彩設計                     | 佐藤美由紀                                                                        |
| 編集                         | 高橋歩                                                                            |
| 音楽                         | 川田瑠夏                                                                          |
| 音響監督                     | 明田川仁                                                                          |
| プロデューサー               | 服部健太郎、小林宏之、深尾聡志、相田剛、和泉勇一 山崎明日香、甲斐健太郎、兼光一博 |
| アニメーションプロデューサー | 川人憲治郎                                                                        |
| アニメーション制作           | production dóA                                                                    |
| 制作協力                     | エンカレッジフィルムズ                                                            |
| 製作                         | ご注文は〜Sing For You〜製作委員会ですか??                                        |

2018年9月16日に行われた『DMS Tea Party』において、2019年の新作OVA発売が発表された。2019年3月19日にはタイトルが『ご注文はうさぎですか?? 〜Sing For You〜』であることと、発売予定が同年秋であることが発表された。同年5月17日には発売予定日が2019年9月26日であることが発表された。
制作はDear My Sisterに引き続きproduction dóAが担当しているが、制作協力はディオメディアからエンカレッジフィルムズに交代している。

#### 主題歌（Sing For You）
「銀のスプーン 〜Blend of Memory〜」
サキ（水樹奈々）、チノ（水瀬いのり）による主題歌。作詞は辻純更、作曲と編曲は川田瑠夏。
「Hi Hi High☆」
シャロ（内田真礼）による挿入歌。作詞は高瀬愛虹、作曲と編曲は山口たこ。
「振り向けば月、いいえ団子。」
千夜（佐藤聡美）による挿入歌。作詞は畑亜貴、作曲と編曲は溝口雅大。
「『ラビットハウスへ行こうよ♪』のうた」
ココア（佐倉綾音）による挿入歌。作詞は高瀬愛虹、作曲は大隈知宇、編曲は渡辺剛。
「木もれび青春譜」
チノ（水瀬いのり）、マヤ（徳井青空）、メグ（村川梨衣）、杉並児童合唱団による挿入歌。作詞は磯谷佳江、作曲と編曲は多田彰文。
「しんがーそんぐぱやぽやメロディー」
「Petit Rabbit's with beans」による本編未使用のイメージソング。作詞は畑亜貴、作曲と編曲は大久保薫。